# Lucas Ordóñez
Lucas Ordóñez Martín-Esperanza (Madrid, 1985. május 1. –) spanyol autóversenyző.

## Karrierje
Bátyja, Víctor, szintén sikeres autóversenyző volt: az ő nyomdokaiba lépve a spanyol gokart-bajnokságban indult, viszont anyagi problémái miatt folytatnia kellett tanulmányait.
2008-ban megnyerte a GT Academy első évadát, s ezáltal a Nismo versenyzője lett. Részt vett 2009-ben a dubaji 24 órás versenyen és a GT4 túraautó-bajnokságban.
2011-ben tért át a prototípus-autókkal való versenyzésre - a híres Le Mans-i 24 óráson ebben az évben második helyezést ért el az LMP2-kategóriában.
2012-ben részt vett a Nürburgringi 24 órás versenyen, ahol csapattársa a Gran Turismo videojáték-sorozat alkotója, Jamaucsi Kazunori volt. A páros megnyerte a versenyben az SP8T kategóriát.
2018-ban a Nissan bejelentette, hogy a spanyol versenyző felbontotta a velük kötött szerződését. Utolsó versenye a csapattal a 24 órás Spa-i verseny volt. 2019 óta a Bentley pilótája, de csak tesztel, versenyeken nem vesz részt.
2023-ban a Gran Turismo filmadaptációjában róla mintázták Antonio Cruz karakterét, akit Pepe Barroso, a Don Algodón divatlánc alapítójának fia formált meg.